# Curvatura de campo

Curvatura de campo: el enfoque de la imagen no es plano.

No se debe confundir con corrección de campo plano, que se refiere a la uniformidad de brillo.
La Curvatura de campo o de Petzval (se llama así por el óptico húngaro del siglo XIX Joseph Petzval), describe la aberración óptica que provoca que un objeto plano normal al eje óptico (o un objeto que no sea plano situado más allá de la distancia hiperfocal) no se pueda enfocar formando correctamente una imagen bidimensional sobre el plano de proyección.
Imagínese un sistema "ideal" de lentes de un solo elemento, para el que todos los frentes de onda se enfocan en un punto situado a una distancia f de la lente. Al colocar este objetivo a una distancia f de un sensor de imagen plano, los puntos de la imagen cercanos al eje óptico estarán en foco perfecto, pero los rayos fuera del eje quedan enfocados por delante del sensor de imagen, siendo esta distancia de desajuste proporcional a (1 - cos α), siendo α el ángulo que forman con el eje óptico.
Este es un problema menor cuando la superficie de proyección de la imagen es esférica (no plana, como en el supuesto anterior), como es el caso del ojo humano. La mayoría de los objetivos fotográficos están diseñados para minimizar la curvatura de campo, disponiendo de una longitud focal efectiva que aumenta con el ángulo de incidencia de los rayos respecto al eje óptico.
- Datos: Q7874190